# Garfield (Geórgia)
Garfield é uma cidade localizada no estado americano de Geórgia, no Condado de Emanuel.

## Demografia
Segundo o censo americano de 2000, a sua população era de 152 habitantes.
Em 2006, foi estimada uma população de 157, um aumento de 5 (3.3%).

## Geografia
De acordo com o United States Census Bureau tem uma área de
2,1 km², dos quais 2,1 km² cobertos por terra e 0,0 km² cobertos por água.

## Localidades na vizinhança
O diagrama seguinte representa as localidades num raio de 24 km ao redor de Garfield.